# 茂比县
茂比县，缅甸仰光省下辖的一个县。

## 历史沿革
2022年4月30日，缅甸政府以仰光北县茂比镇区和坦德宾镇区新设茂比县。

## 行政区划
茂比县下辖茂比镇区和坦德宾镇区2个镇区。